# Alojzy Perliceusz
Alojzy Perliceusz (ur. 25 listopada 1928  w Popowicach, zm. 11 stycznia 2018 w Piotrkowie Trybunalskim) – pułkownik, funkcjonariusz aparatu bezpieczeństwa PRL, szef Wojewódzkiego Urzędu Spraw Wewnętrznych w Piotrkowie Trybunalskim.

## Życiorys
Pochodził z rodziny chłopskiej. Był synem Jana i Marianny Perliceuszów. Po ukończeniu dwuletniego Kursu Przeszkolenia Oficerów Bezpieczeństwa Publicznego w Legionowie oraz dwuletniej Szkoły Podwyższania Kwalifikacji Kierowników Sekcji w Gdańsku pracował PUdsBP i KP MO w Łasku oraz KP MO i KMiP MO w Piotrkowie Trybunalskim. Następnie po ukończeniu rozpoczętego w 1974 dziewięciomiesięcznego przeszkolenia operacyjnego w Wyższej Szkole KGB w Moskwie pracował w KW MO w Piotrkowie Trybunalskim, Częstochowie i Przemyślu. W czasie pracy w Częstochowie jako naczelnik Wydziału IV (1 X 1975–30 VI 1978) w stopniu podpułkownika zwerbował w 1977 do współpracy z aparatem bezpieczeństwa późniejszego biskupa Józefa Życińskiego. Zaprzecza temu jednak sam biskup. 
Następnie pracował w WUSW w Przemyślu i Piotrkowie Trybunalskim. 
W 1990 odszedł na emeryturę.